# Arthropteris oblanceolata
Arthropteris oblanceolata är en spjutbräkenväxtart som beskrevs av Cornelis Rugier Willem Karel van Alderwerelt van Rosenburgh. Arthropteris oblanceolata ingår i släktet Arthropteris och familjen Nephrolepidaceae. Inga underarter finns listade.